# Anderl Welsch
Andreas „Anderl“ Welsch (* 28. November 1842 in Unterbiberg; † 24. August 1906 in München) war ein bayerischer Volkssänger und Unterhaltungskünstler in München.

## Leben
Welsch war gelernter „Rouleaux-Maler“. Ab 1862 trat er als Coupletsänger in verschiedenen Münchner Lokalen auf. Als Soldat nahm er am Deutsch-Französischen Krieg 1870/71 teil.
Nach dem Krieg gründete er 1871 die eigene „Komiker- und Sängergesellschaft Welsch“. Eine feste Bühne hatte sein Ensemble mehrere Jahre in der Gaststätte Bamberger Hof und nach Belegungsproblemen dann ab 1890 im Saal des Restaurants Kollergarten. Als Singspieldirektor trat er mit seiner Gesellschaft auch in den damaligen Singspielhallen Elysium in der Sophienstraße am Alten Botanischen Garten, im Singspielhalle Monachia, im Kleinen Rosengarten-Saal am München Hauptbahnhof sowie im Orpheum in der Sonnenstraße auf, bevor er ab 1898 als Direktor das Apollo-Theater in der Dachauer Straße 19/21 leitete und dort bis 1905 auch selbst auftrat. Zudem war er Wirt der Johannis-Brauerei in Haidhausen und der Schwabinger Künstlergaststätte Malkasten in der Augustenstraße 78 neben dem Lustspielhaus, in dem sich damals die Münchner Kammerspiele befanden.
Zu seiner Zeit waren mehrere hundert Volkssänger hauptberuflich als solche in München gemeldet – um die Jahrhundertwende waren es rund 400, ein Jahr vor seinem Tod waren es 800. Welsch gehörte neben Papa Geis, Alois Hönle und August Junker damals zu den bekanntesten Vertretern. Karl Valentin und der Weiß Ferdl folgen erst später. Seine Sammlung von Texten und Couplets umfasste um die tausend Seiten, die er unter dem Titel Münchner Volksleben in Lied und Wort in 27 Bänden herausgab. Seine selbst verfassten und im Eigenverlag gedruckten Texte stempelte er zum Teil mit dem Nutzungshinweis „Aufführungsrecht in München nur Privaten gestattet“. Er nahm auch fremde Texte und Couplets in sein Repertoire, die er an Münchner Bedürfnisse anpasste. Sein bekanntestes Stück Aba net, dass d’Leut sagn, z’weng da Not is da Schimmel tod basiert auf dem Holledauer Schimmellied von etwa 1750. Originalstücke von ihm wurden aber auch von Vereinen im Ausland aufgeführt.
Das Berufsbild des Volkssängers beschrieb er in einem Reim:

„Der Volkssänger ist:

Ein auf’s Podium springender – um Applaus ringender

immer probierender, zu Hause studierender,

viel Spaß machender – wenn’s gut geht lachender,

wenn’s schlecht geht weinender – als Hanswurst erscheinender,

dumme G’sichter schneidender – Langweil’ meidender,

mit Aestetik handelnder, auf Diesteln wandernder, artistischer Handwerksbursch.“

Anderl Welschs Grab befindet sich auf dem Alten Nordfriedhof.

## Publikationen
- als Hrsg.: Münchner Volksleben in Lied und Wort. Sammlung komischer Ensembles, Solo-Scenen und Couplets. 27 Bändchen. München, ab 1886.
- Münchener Volkssänger. Ihre Entstehung und Entwicklung bis zum Jahre 1902. Handschriftliche Aufzeichnung, München 1902.